# Chile Open 2024
Chile Open 2024 — тенісний турнір, що проходив на ґрунтових кортах у місті Сантьяго (Чилі) з 26 лютого по 3 березня. Належав до категорії ATP 250.

## Фінальна частина

### Одиночний розряд
Себастьян Баес —  Алехандро Табіло 3–6, 6–0, 6–4

### Парний розряд
Томас Барріос Вера /  Алехандро Табіло —  Орландо Луц /  Matías Soto 6–2, 6–4